# Бедность на Украине
Бе́дность на Украи́не — обобщённый показатель прибыли среди различных слоёв населения Украины, которые по его уровню живут за чертой бедности, то есть, из своих прибылей не могут обеспечить надлежащих условий проживания, продолжения рода, образовательных и медицинских услуг.
На Украине по методике ООН бедными являются более 60% населения, а по отчёту МВФ, Украина считается беднейшей страной Европы как по валовому продукту на душу населения так и в рейтинге с наименьшей зарплатой, среди работающих — каждый 5-й является бедным.

## История
В 2003 году из-за ожиданий неурожая зерновых цены на основные продукты питания резко выросли в конце весны. Первоначальной реакцией правительства стало регулирование цен за счёт ограничения прибыли производителей и торговых наценок. В некоторых областях прямое вмешательство государства было заменено денежными выплатами уязвимым группам населения.
С 2008 по 2013 год уровень бедности на Украине то немного возрастал, то снижался. Его максимальное значение (25,8%) было зафиксировано в 2011 году. Резкий рост бедности произошёл после аннексии Крыма и начала войны на Донбассе. В 2014 году уровень бедности составил 28,6%, а уже в следующем году он удвоился — до 58,3%. В 2016 году показатель достиг 58,6%. После пика в 2015–2016 годах бедность начала снижаться: 2017 — 47,3%, 2018 — 43,2%, 2019 — 37,8%.
В 2018 году 1,3% населения находились в условиях крайней бедности (определяемой как жизнь на менее чем $5 в день). Большая часть граждан могла покрывать базовые потребности, но не имела дополнительных доходов. Богатые составляли около 5% населения.

### Последствия COVID-19
Институт демографии и социальных исследований им. М.В. Птухи НАН Украины опубликовал исследование о влиянии пандемии COVID-19 на уровень бедности. Согласно полученным данным, к концу 2020 года 45% населения Украины оказались за чертой бедности. Этот показатель на 6,5 процентных пункта превысил уровень 2019 года. Примечательно, что прогнозы до COVID-19 оценивали ожидаемый уровень бедности в 2020 году на отметке 31,2%, что означает фактическое превышение прогнозируемых значений на 13,8 процентных пункта
Исследование показало, что в 2020-2021 годах почти половина населения Украины столкнулась с проблемой бедности. В методологии исследования бедность определялась как доход ниже прожиточного минимума, который в 2019 году составлял от 3 237 до 3 636 гривен (115-130 долларов) на человека. Эта величина значительно превышает официально установленный в июне 2020 года прожиточный минимум в размере 2 118 гривен (75 долларов). Авторы подчёркивают, что пандемия прервала устойчивую тенденцию к снижению уровня бедности, наблюдаемую в предыдущие годы.
Результаты исследования свидетельствуют, что 60% опрошенных столкнулись с финансовыми трудностями: у 38% сократились регулярные доходы, 16% полностью лишились источников дохода, а 14% потеряли работу. Эти данные подтверждают выводы Министерства социальной политики Украины, которые в мае 2020 года оценивали уровень бедности в стране на отметке 45%.

### Вторжение России на Украину
Начало вторжения России на Украину в 2022 году спровоцировало масштабный гуманитарный кризис. Согласно данным Программы развития ООН (ПРООН), затяжной конфликт приведёт к тому, что 30% населения Украины окажутся за чертой бедности, а дополнительные 62% будут находиться в зоне риска обнищания в течение года.
Международные финансовые институты прогнозируют значительное сокращение украинской экономики:
- Международный валютный фонд (МВФ) ожидает падение ВВП Украины в диапазоне от 10% до 35%[10];
- Европейский банк реконструкции и развития (ЕБРР) прогнозирует сокращение ВВП на 20%[11].

## Детская бедность
Как показывает мировой опыт, семьи с детьми особенно уязвимы к экономическим потрясениям. На Украине, по данным исследования ЮНИСЕФ (2021), около 60% домохозяйств за чертой бедности воспитывают несовершеннолетних детей. Наиболее критическая ситуация наблюдается среди молодых родителей - 42% семей с матерями младше 25 лет живут в условиях бедности.
Система социальной защиты, по оценкам экспертов, демонстрирует ограниченную эффективность. Согласно официальной статистике:
- Размер единовременного пособия при рождении (41 280 грн) не менялся с 2017 года
- Ежемесячное пособие по уходу (1 500 грн) составляет лишь 31% от прожиточного минимума
- Индексация выплат не проводилась с 2014 года

После февраля 2022 года ситуация резко ухудшилась. Мониторинг Минсоцполитики фиксирует:
- Рост бедности среди семей с детьми до 68%
- 33% домохозяйств ограничивают питание детей
- Каждый пятый ребёнок не имеет доступа к школьному образованию

## Региональное распределение
Анализ уровня бедности проводился по данным обследования домохозяйств за 2001 год, предоставленным Государственной службой статистики Украины. В 2001 году 32,7% населения жили на сумму менее 150 гривен в месяц на человека. В 2002 году этот показатель снизился до 26%, что связано с введением индекса потребительских цен в 2002 году.